# Oscar Surián
Oscar Surián (7 agosto 1959) è un ex calciatore paraguaiano, di ruolo difensore.

## Carriera

### Club
Ha giocato nella prima divisione paraguaiana con il Libertad.

### Nazionale
Ha giocato 14 partite in nazionale, partecipando alla Copa América 1983; in precedenza aveva partecipato anche ai Mondiali Under-20 del 1979.